# Kallt byte (film)
Kallt byte (norsk originaltitel Fritt vilt) är en norsk skräckfilm som hade premiär i Norge fredag den 13 oktober 2006. Filmen är producerad av Martin Sundland och Magne Lyngner och regisserades av Roar Uthaug. Huvudrollerna spelas av Ingrid Bolsø Berdal, Endre Midtstigen, Viktoria Winge, Tomas Alf Larsen och Rolf Kristian Larsen. Delar av filmen spelades in på Leirvassbu i Jotunheimen. I Norge sågs Fritt Vilt av 244 379 personer (den näst mest sedda filmen i Norge) under bioåret 2006.

## Handling
Ett kompisgäng åker på off-pisttur till Jotunheimen. På fjället ramlar en av dem och bryter benet. De försöker ringa efter hjälp men det är ingen täckning på mobiltelefonen. De övernattar på ett öde högfjällshotell eftersom det är för långt tillbaka till bilen. Hotellet har varit tomt sedan det lades ner på 1970-talet efter att ägarens son försvunnit. Det visar sig snart att ungdomarna inte är ensamma på hotellet.
Uppföljarna Kallt byte II hade norsk biopremiär den 10 oktober 2008 och Kallt byte III den 15 oktober 2010.

## Rollista
| Ingrid Bolsø Berdal     | – Jannicke             |
| Rolf Kristian Larsen    | – Morten Tobias        |
| Tomas Alf Larsen        | – Eirik                |
| Endre Martin Midtstigen | – Mikal                |
| Viktoria Winge          | – Ingunn               |
| Rune Melby              | – Bergsmannen          |
| Erik Skjeggedal         | – Bergsmannen som barn |
| Hallvard Holmen         | – Bergmannens pappa    |
| Tonie Lunde             | – Bergmannens mamma    |